# Helmut Maier (Architekt)
Helmut Maier (* 30. April 1937 in Schwenningen am Neckar) ist ein deutscher Architekt und Denkmalpfleger.

## Ausbildung
Bis 1953 ging Helmut Maier in die Oberschule für Jungen in Schwenningen am Neckar, wo neben anderen Erhard Eppler sein Lehrer war. Die Oberstufe besuchte er an der Wirtschaftsoberschule Freiburg im Breisgau, dem heutigen Walter-Eucken-Gymnasium. Ab 1956 studierte Maier Architektur zunächst an der Technischen Hochschule Stuttgart und von 1958 bis 1963 an der Technischen Universität Berlin, unter anderem bei Hans Scharoun. Zu dieser Zeit trat er in den SDS, den Sozialistischen Deutschen Studentenbund ein. Über ein Stipendium des französischen Staats war er von 1963 bis 1964 an der École des Beaux Arts in Paris. Anschließend arbeitete er bei Georges Candilis in Toulouse. Kurz vor der Abreise zu einem Entwicklungshilfeprojekt in Afrika zwang ihn ein schwerer Autounfall am 13. Mai 1965 nach Deutschland zurückzukehren.

## Architektur
1966 kam Helmut Maier zurück nach Berlin und wurde Assistent bei Bernhard Hermkes an der Technischen Universität am Lehrstuhl für Entwerfen und Baukonstruktion. Im Versammlungsraum A 507 des Architekturgebäudes der TU am Ernst-Reuter-Platz tagte im Vorfeld der Berliner Bauwochen 1968 ein wöchentliches Plenum, das sich kritisch mit der Bausituation in West-Berlin auseinandersetzte und ein umfangreiches Manifest verfasste. Aus dieser Aktion 507, zu deren Unterzeichnern Maier gehörte, ging im gleichen Jahr das interdisziplinäre Planungskollektiv Nr. 1 hervor, dessen Kern über die nächsten Jahrzehnte neben Maier die Architekten Peter Voigt, Hans Wehrhahn, Jonas Geist und Hans Heinrich Moldenschardt bildeten. Bis 1975 gehörte Gerhardt Spangenberg dazu.
Zu den ersten gemeinsamen Projekten der Architekten gehörte auch der Gaststättenkomplex für den Berliner Kulturpark Plänterwald, den die DDR zu ihrem 20. Jahrestag 1969 aus Kapazitätsgründen von Juno aus dem Westen importierte. Hinzu kam das Projekt „Wohnen in der Au“ 1970–1972 mit 114 Eigentumswohnungen in Maiers Geburtsstadt Schwenningen. Aufgrund eines Erfolgs beim Wettbewerb zur Universität Bielefeld kam es zur Beauftragung der Laborschule Bielefeld und des Oberstufen-Kollegs Bielefeld 1973–1974. Unweit davon entstand 1975–1977 das Terrassenhaus der Kurklinik Bad Hopfenberg an der Weser.
Hohe (fach-)öffentliche Beachtung erhielt die Wohnanlage „Konzepta“ in der Ritterstraße (Berlin-Kreuzberg) 1977–1980 als erstes Pilotprojekt der Internationalen Bauausstellung 1987. Gleich mehrere Architektengruppen arbeiteten dabei in einem gemeinsamen Planungsverfahren zusammen. In den Jahren 1980 bis 1982 entstand unter dem Namen documenta urbana in Kassel eine für den sozialen Wohnungsbau ungewöhnlich erfindungsreiche Siedlung unter der Mitwirkung des Planungskollektivs Nr. 1. Die für Demonstrations- und Ausstellungszwecke errichtete Siedlung wies als besonderes Merkmal eine von sechs Architekturbüros gestaltete Wohnanlage auf, in welcher verschiedene Vorstellungen moderner Wohnarchitektur vereint waren.
Eigene Projekte realisierte Maier vor allem in den Bereichen Restaurierung und Denkmalschutz.

## Denkmalschutz
Mit der Schwerpunktsetzung auf die Modernisierung von Altbauten unter Bausenator Harry Ristock ab 1975 kamen Aufträge für das Planungskollektiv Nr. 1 auch aus Berlin. Die Spezialisierung der Architektengruppe auf Erhalt und Umbau alter Wohnbausubstanz begann allerdings schon 1971 mit dem privaten Erwerb und der Restaurierung eines Mietshauses von 1876 in der Stresemannstraße 27 in Berlin-Kreuzberg. Unter Verzicht auf staatliche Unterstützung, die einen Abriss der Hintersubstanz verlangte, schuf sie damit ein emanzipatorisches Wohn- und Gegenmodell zur offiziellen Kahlschlagsanierung.
Neben der Restaurierung historischer Quartiere widmet sich Maier regelmäßig der Erhaltung architektonischer Einzeldenkmäler. Einen besonderen Stellenwert in seinem Leben nimmt dabei der Anhalter Bahnhof in Berlin ein. Er wurde 1984 Gegenstand seiner Promotion Backstein und Terrakotta am Bsp. Anhalter Bahnhof. 1986 beauftragte ihn der Bezirk Kreuzberg zu einer ersten Instandsetzung des noch erhaltenen Portikus, der zur 750-Jahr-Feier der Stadt Berlin 1987 fertigzustellen war. 1988 entwarf Maier mit dem Förderverein Anhalter und Lehrter Bahnhof eine Vision des Anhalter Bahnhofs als zentralem Fernbahnhof Berlins.
1990 ist Helmut Maier Mitbegründer der Gesellschaft Historisches Berlin e.V. Als deren „Chef-Promoter“ setzte er sich unter anderem für einen Wiederaufbau des Pariser Platzes nach historischem Vorbild ein, für den Wiederaufbau des Berliner Schlosses und der Bauakademie, deren Verfall und Abriss er von 1959 bis 1962 fotografisch dokumentierte.
Maier erreichte die Erhaltung des Kühlhauses II am Gleisdreieck als Industriedenkmal, nachdem der erste Teil bereits 1979 von der BVG abgerissen wurde. Auch den Abriss des WMF-Gebäudes in der Leipziger Straße von Eisenlohr & Weigle verhinderte er im Frühjahr 1990; bereits teilweise entmietet, sollte das Geschäftshaus der laufenden Verbreiterung der Leipziger Straße weichen. Am 6. Juni 1990 wurde das Gebäude vom Magistrat von (Ost-)Berlin unter Schutz gestellt.
Einige von Maiers Aufträgen als Architekt standen im Konflikt zu den teilweise radikalen Forderungen der Gesellschaft Historisches Berlin, den weiteren Abriss historischer Bausubstanz in Berlin generell zu unterlassen. So wurde ihm der Abriss eines Teils der ehemaligen Höffnerschen Möbelfabrik in der Veteranenstraße von der taz 1997 als „Doppelmoral“ zum Vorwurf gemacht.
Auch eine Reihe architektonischer Kleinode konnte Helmut Maier bewahren und wieder sichtbar machen. So zum Beispiel Reste der Berliner Akzisemauer von 1732, die nahe einem Eisenbahnfreilichtmuseum auf der Mittelpromenade der Stresemannstraße zu sehen ist. 1985 gelang es ihm, beim Abriss des alten Friedrichstadtpalastes eine dreiteilige Fassadenkonstruktion der zum Vorschein gekommenen ältesten Berliner Markthalle von 1864 nach West-Berlin zu retten; zum 100-jährigen Jubiläum des Revuetheaters wurde das Gusseisen-Element 2019 restauriert und vor dem neuen Friedrichstadtpalast aufgestellt.
In der Diskussion um den Neubau der Mühlendammbrücke schlug Maier in einem Entwurf vom Juni 2020 die Wiederaufnahme der Mühlenkolonnaden vor, in denen sich einst kleine Geschäfte befanden.

## Publikationen (Auswahl)
- Berlin Anhalter Bahnhof. Verlag Ästhetik und Kommunikation 1984, ISBN 3-88245-108-4
- Schlesisches Tor. Premierenbahnhof damals – heute. Berliner Verkehrsbetriebe 1985
- Die erste russische Eisenbahn von Sankt Petersburg nach Zarskoe Selo und Pawlowsk., Verlag Ästhetik und Kommunikation 1987, ISBN 978-3-88245-146-7
- Der Görlitzer Bahnhof. In: Senatsverwaltung für Bau- und Wohnungswesen Berlin (Hrsg.). Berlin baut 8, 1990
- Das Alte Museum: Sein Denkmalwert. In: Wilfried Stolze (Hrsg.). EOS. Nachrichten für Freunde der Antike auf der Museumsinsel Berlin, 1998
- Die Bauakademie zu Berlin 1959–1962. Maier's Berliner Topographien., Lukas-Verlag für Kunst- und Geistesgeschichte 2021, ISBN 978-3-86732-396-3
- Markthalle I, Großes Schauspielhaus, Friedrichstadt-Palast. Helmut Maiers Berliner Topographien., Lukas-Verlag für Kunst- und Geistesgeschichte 2021, ISBN 978-3-86732-397-0